# 电子游戏分级委员会
电子游戏分级委员会（VRC）是世嘉于1993年设立的电子游戏分级机构。世嘉Master System、Mega Drive、Game Gear、Mega-CD和PICO游戏在美国和加拿大发行时，产品包装盒正面必须清楚地标识分级；但游戏广告则无此强制规定。该机构1994年被娱乐软件分级委员会取代。

## 历史
1980年代后期，16位电子游戏世代来临。该世代游戏音视频效果更为逼真，暴力场面（尤其是血腥画面）更加清晰，引发了大量争议。1992年的《真人快打》和《午夜陷阱》引发群众关注。《真人快打》是一款格斗游戏，而《午夜陷阱》是一款以Mega-CD为平台的互动式电影游戏，玩家可以在该游戏中监视睡衣派对以威胁她们；二者成为了1993年电子游戏听证会中的争论焦点。 。引述国会议员乔·利伯曼在其中一场听证会中对电子游戏的感受的说法是：“这些游戏并非在丰富孩子的思想……而是在教孩子享受酷刑” 。结果，游戏产业收到了最后通牒：他们有一年的时间来自行设立分级系统，逾期联邦政府则会代为建立。
在听证会之前，世嘉已经意识到政客的阴谋，便开始审查游戏内容。世嘉正准备在Mega Drive平台发行有争议的《真人快打》时，该公司致力于建立自主的分级系统，以便他们能够将《真人快打》作为不适合儿童使用的成人游戏进行营销。世嘉最初试图获得美国电影协会（MPAA）的分级许可，但遭MPAA拒绝。最终，世嘉创建了自己的电子游戏分级委员会（VRC），并于1993年5月24日宣布成立。该委员会由世嘉任命的教育学，心理学和社会学家组成。VRC是美国早期出现的分级机构之一（其中包括3DO评级系统）。VRC根据年龄将可与世嘉游戏机配合使用的游戏分为三类：“GA”（一般受众）、“MA-13”（成年受众）和“MA-17”（成年受众）。受到记者和消费者团体批评的含糊不清之处，也和其他公司一样不希望世嘉管理分级组织。对于任天堂来说更是如此，此时任天堂正与世嘉在北美视频游戏市场竞争。1994年1月发行的《电子游戏月刊》的社论还批评了世嘉未能对分级系统进行宣传，特别是指出分级出现于游戏包装上，但不在游戏广告中，并且大多数父母“要么不知道世嘉的分级是什么意思，不知道它们存在，要么不知道游戏为什么获得评分。” 
会后，各游戏厂商于1994年4月成立了娱乐软件协会，该协会提出了分级建议。该提案于1994年7月被美国国会通过，并于9月成立了娱乐软件分级委员会（ESRB）来执行这一套建议。ESRB成立后，VRC最终于当年解散。世嘉和其他公司制作的数百款游戏使用了VRC分级。

## 等级
三种不同的分级如下：
| GA — 一般受众                                                                | MA-13 — 成年受众                                                                            | MA-17 — 成年受众                                                                                        | NYR或尚无分级 |
| ---------------------------------------------------------------------------- | ------------------------------------------------------------------------------------------- | --- | --- |
|                                                                              |                                                                                             | | |
| 适合所有受众。未涉及血腥，暴力，褻瀆，成人性主題，亦無毒品或酒精之使用畫面。 | 建議家長指引使用。該遊戲適合13歲以上的受眾。 與GA級相比，遊戲中可能有鮮血和更多的圖形暴力。 | 不適合未成年人。該遊戲適合17岁以上受眾。 遊戲可能充滿高度血腥，暴力畫面，成人性主題，褻瀆，吸毒或酗酒。 | 该分级仅出现在广告中，表明该游戏尚未经VRC评级。类似于娛樂軟件分級委員會（ESRB）的RP（评级待定）分级和泛歐遊戲資訊組織（PEGI）的TBC标识。 |

分级符号以标准的黑白格式显示在上方，但在实际的美术作品上显示时通常会重新着色。

## VRC成立之前
竞争对手任天堂对在其平台发行的游戏实行严格审查，而世嘉则通过更为宽松的内容政策使其与众不同，允许在其游戏机上发布的软件中描绘血腥和暴力内容，但前提是发行商需要在游戏的标签上标明带有“家长指引”警告。
在以下游戏的包装上使用了此标识：《技术警察》、《飞溅屋2》、《死亡决斗》。
但是，裸体和其他性内容仍为禁忌。为世嘉平台制作的游戏通常会淡化性内容。
当《风暴之王》移植到Mega Drive时，裸体角色穿着得体。
同样，当世嘉为西方消费者本地化《梦幻之星II 不归的终点》时，它在游戏中修改了对白以掩盖同性恋内容。

## 值得注意的情况

### 真人快打
电子游戏公司Acclaim在1993年将《真人快打》带入了Genesis和超级任天堂。世嘉和任天堂均要求削减部分血腥暴力画面。
但是，世嘉容忍玩家使用秘技恢复有争议的内容，并建立电子游戏分级委员会，并将《真人快打》评为MA-13。结果是《真人快打》的Genesis版本销量超过了超级任天堂版本。因此该游戏在商业上取得了成功，其中包括Acclaim开展的营销活动，以使消费者为“凡人周一”做准备，以及VRC为在具有成人内容的电子游戏在世嘉平台上销售游戏开了方便之门，此举令人不满。